# Xã Wilmington, Quận Will, Illinois
Xã Wilmington (tiếng Anh: Wilmington Township) là một xã thuộc quận Will, tiểu bang Illinois, Hoa Kỳ. Năm 2010, dân số của xã này là 6.193 người.